# El Pujol (Castellar del Vallès)
El Pujol és una muntanya de 560 metres que es troba al municipi de Castellar del Vallès, a la comarca del Vallès Occidental.